# たんぽ (漫画)
『たんぽ』は若宮弘明による日本の漫画。単行本1巻のprologueのみ『週刊少年マガジン』2003年第43号に掲載、1話からは『マガジンSPECIAL』2004年第9号から2006年第11号にて連載。単行本は講談社コミックスより刊行、全6巻。タイトルは「担保」から取っている。話数カウントは「第○の御教え（みおしえ）」。

## ストーリー
3億の借金の担保にさせられた鈴宮家の3人娘、紫・藍・緑。藍の入浴を覗いていたのが見つかった時に偶然手にしていたバッジのせいで借金の相手の御曹司と勘違いされた石原裕次郎。しかし、裕次郎はすぐに偽物とバレて鈴宮家に住みこむことになる。

## 登場人物

### 鈴宮家
石原 裕次郎（いしはら ゆうじろう）
主人公、アパートを追い出され飢え死に寸前だったが鈴宮家で怪しい男が風呂を覗いているのを見つける。
その男が本物の大講談グループの御曹司だったのだが勘違いにより裕次郎が厚遇を受けるもすぐにバレてしまう。
裕次郎の必死の願いにより鈴宮家に住み込みで働くこととなり、その後藍の通う聖ルシフェル学園の神父見習いとなる。
戸籍上の名前は「欲（よく）次郎」、とある大スターにあやかって付けられたのだが名付け親の父が当時酔っ払っていたため文字を間違えられてしまった。
鈴宮 藍（すずみや あい）
次女、16歳。聖ルシフェル学園1年百合組フェンシング部
御曹司と勘違いした裕次郎を鈴宮家の面々に乗せられ誘惑するが無駄骨に終わる。
美加を助けるために裕次郎と共にルシフェル仮面に扮する。
契約の指輪（エンゲージリング）を貰ったことにより生徒会長（クイーン）の座につく。
鈴宮 紫（すずみや ゆかり）
長女、19歳。家では下着姿でいることもある、緑に担保の意味を聞くぐらい頭は良くない。
鈴宮 緑（すずみや みどり）
三女、14歳。知識や狡猾さは三姉妹で一番。

### 聖ルシフェル学園
藤沢 美加（ふじさわ みか）
新聞部、2年スミレ組、裕次郎を新聞部のアシスタントにする。
星野 ゆめな（ほしの ゆめな）
ロザリオを失くし薔薇十字会に背徳者の汚名を着せられそうになるが裕次郎に助けられる。

#### 薔薇十字会
九条 麗美（くじょう れみ）
2年生、薔薇十字会のトップ、名前のルビはカタカナで「レミ」
生徒会長になろうと色々と策を弄するが結局は失敗に終わる。
日柳 深冬（くさなぎ みふゆ）
2年生、華道宗家の嫡女。
松平 すず（まつだいら すず）
大手家電メーカー社長の三女、薔薇十字会の参謀。
皇 かんな（すめらぎ かんな）
1年生、学園を作った皇家の長女、かんなには麗美でも頭があがらない。
裕次郎のことを「おにーちゃん」と呼ぶ。

#### 風紀委員会
二階堂 桐子（にかいどう きりこ）
風紀委員長、左肩には薔薇十字会の腕章をつけている。

#### その他
サッキ神父
ローマから来た高い位の神父。後継者として裕次郎を神父見習いにした。何かと裕次郎をこき使う。
フランチェスコ・アルベルティーニ神父
薔薇十字会により招かれた神父。
藤堂 優子（とうどう ゆうこ）
17歳、空手部主将、B86、W55、H88。
新山 真澄（にいやま ますみ）
新体操部、男嫌いで有名で裕次郎を罠に嵌めて学園から追いだそうとするが失敗に終わる。
萩原 ゆかり（はぎわら ゆかり）
剣道部副部長、2年生。
倉沢 直子（くらさわ なおこ）
剣道部1年生。

## 既刊一覧
- 若宮弘明 『たんぽ』講談社〈講談社コミックス〉、全6巻
  1. 2005年4月15日 初版、ISBN 978-4-06-363521-8
  2. 2005年6月17日 初版、ISBN 978-4-06-363547-8
  3. 2005年11月17日 初版、ISBN 978-4-06-363601-7
  4. 2006年5月17日 初版、ISBN 978-4-06-363670-3
  5. 2006年10月17日 初版、ISBN 978-4-06-363737-3
  6. 2006年12月15日 初版、ISBN 978-4-06-363763-2